# 6:3, avagy játszd újra Tutti
6:3, avagy játszd újra Tutti (hongarès: 6:3 tòca-la un altre cop Tutti) és una pel·lícula de comèdia hongaresa del 1999 dirigida per Péter Tímár sobre la històrica victòria d'Hongria contra Anglaterra el 1953. Va paraticipar al 21è Festival Internacional de Cinema de Moscou.

## Argument
L'any 1993, una dona jove convida a l'escombriaire Tutti per ajudar-la a netejar l'apartament del seu avi recentment mort. Tutti, que va néixer la vigília de la llegendària victòria d'Hongria per 3-6 sobre Anglaterra el 1953, s'ha sorprès en saber que l'apartament està ple de records de l'equip, inclosa la samarreta número 9 de Nándor Hidegkuti. Incapaç de resistir-se, la treu del marc i se'l posa, i de seguida es desmaia.
Es desperta per adonar-se que va ser transportat en el temps fins al 1953, i el partit està a punt de començar; tot i que està encantat de poder escoltar el partit en directe, la seva obsessió pels detalls del partit fa que el deixin fora de diversos llocs públics quan segueix espatllant el que està a punt de passar a la ràdio. Finalment se li uneix una escombradora anomenada Helen, però la seva aparent clarividència i el seu intent de pagar amb un gran bitllet de forint hongarès que encara no existeix fa que la gent avisi la policia, i Helen el fa entrar d'amagat als Banys Gellért, on és llençat a l'aigua per predir els resultats.
Per aconseguir-li roba seca, l'Helen el porta a un amic escriptor, que actualment està tenint una trobada entre uns quants intel·lectualss; quan Tutti revela els detalls de la propera Revolució hongaresa de 1956, comencen a preocupar-se que si és capturat per l'Államvédelmi Hatóság, divulgaria els mateixos detalls, una possible revolució seria anul·lada, i conspiren per matar-lo. Mentre visita un cafè, a mesura que s'acosta l'hora del seu naixement, Tutti comença a sentir-se malalt, igual que una dona embarassada al cafè. Els porten a un hospital, però mentre tothom escolta la retransmissió del partit, se'ls ignora: la dona dona a llum i Tutti desapareix de la seva roba.
Uns dies més tard, Helen pregunta per l'hospital demanant per Tutti, però el personal li diu que l'única persona que té aquest nom en constància és el nadó, que des de llavors ha estat abandonat per la seva mare. Helen decideix adoptar el nen.

## Repartiment
- Károly Eperjes com a Rezső Boksai també conegut com "Tutti"
- Kriszta Szalay com a Helen
- Tamás Cseh com a Halmi
- András Kern com a Béry, escriptor
- Ferenc Kállai com a perruquer
- Tamás Fodor com a escriptor
- László Gálffi com a escriptor
- Tamás Végvári com a escriptor
- Attila Lőte com a escriptora